# Ixora bracteolata
Ixora bracteolata är en måreväxtart som beskrevs av William Grant Craib. Ixora bracteolata ingår i släktet Ixora och familjen måreväxter. Inga underarter finns listade i Catalogue of Life.